# قلمرو شونای

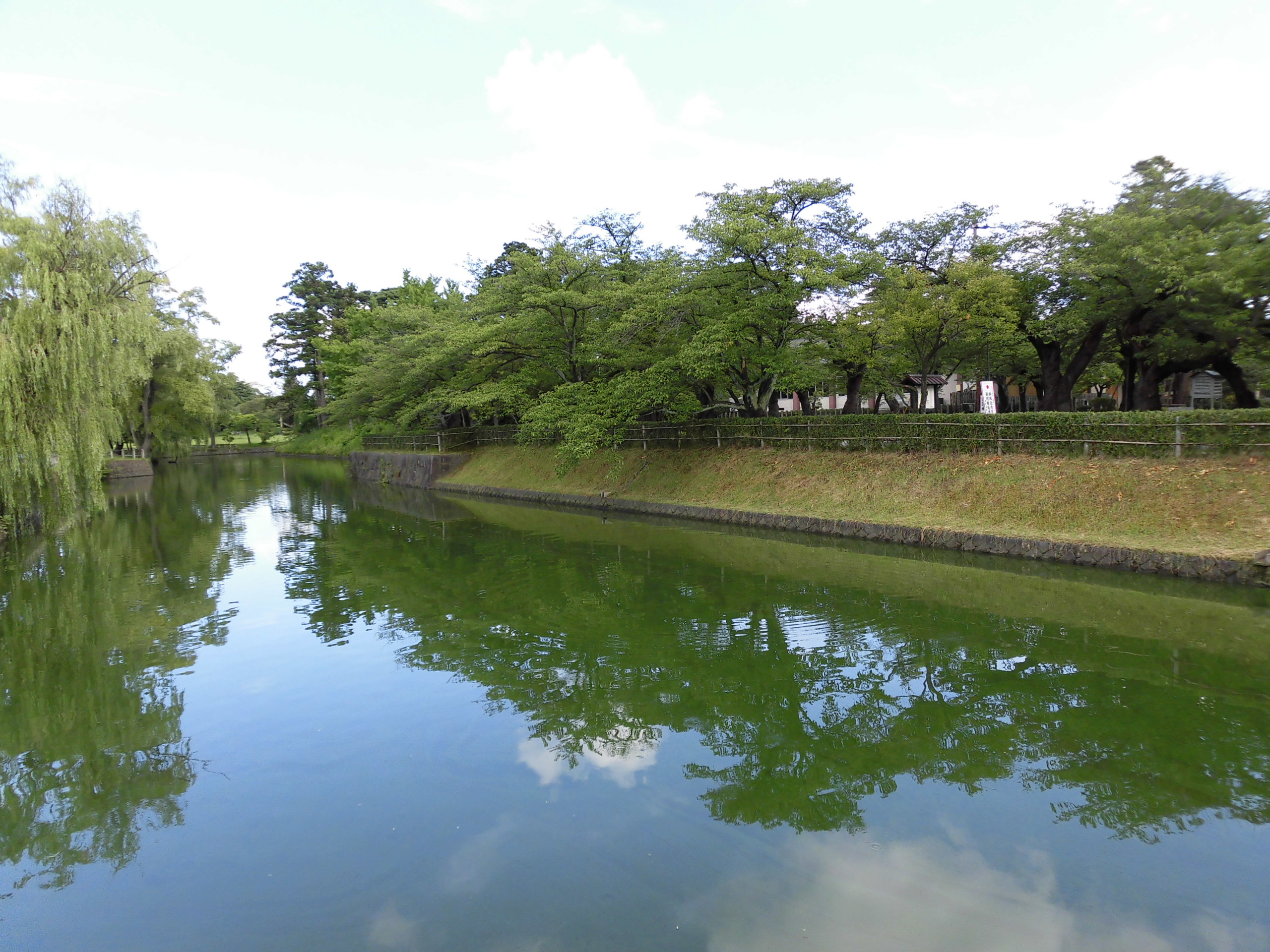
خندق قلعه تسوروئوکا در قلمروی شونای

قلمروی شونای (به ژاپنی: 庄内藩 Shōnai-han) یک هان (ملک فئودالی) در ولایت دوا (استان یاماگاتا امروزی) در طول دوره ادو در ژاپن بود. نام این قلمرو در اوایل دوره میجی به قلمروی اوایزومی تغییر نام داد.